# Romanogobio persus
 Romanogobio persus és una espècie de peix d'aigua dolça d'Euràsia de la família dels ciprínids i de l'ordre dels cipriniformes.

## Morfologia
Els adults poden assolir fins a 10,5 cm de longitud total.